# Трофимюк, Збых
Збых Трофимюк (англ. Zbych Trofimiuk), при рождении Збигнев Кшиштоф Трофимюк (пол. Zbigniew Krzysztof Trofimiuk; 7 апреля 1979, Варшава, ПНР) — австралийский актёр польского происхождения. Самой известной из работ Збыха стала роль австралийского подростка Пола Рейнолдса в культовом научно-фантастическом приключенческом сериале 1990-х годов «Чародей» (1995).

## Биография
Родился 7 апреля 1979 года в Варшаве, в семье польского скульптора Зои Трофимюк и художника Юрека Трофимюка, позже получивших широкую известность в Австралии и за её пределами. В четырёхлетнем возрасте Збых со своими родителями переехал в Австралию на постоянное место жительства. В 1995 году окончил Мельбурнскую среднюю школу для мальчиков (Melbourne boy’s high school), в 1996 году — среднюю школу Сандрингема (High school Sandringham). В 14-летнем возрасте начал актёрскую карьеру. Сыграв главные характерные роли в сериалах «Небесные странники» (1994) и «Чародей» (1995), актёр приобрел большую популярность в Австралии, Европе и США, но не желая сниматься дальше, решил посвятить дальнейшую жизнь образованию и занятию живописью.
В 2004 году он окончил австралийский университет Виктории с дипломом эксперта в области искусствоведения и в настоящее время[уточнить] работает в Monash University в Мельбурне (Австралия), где занимается научно-преподавательской деятельностью, читая лекции по английской филологии и работая над написанием магистерской диссертации на тему «English Language Instruction Online: Co-creating Flexible Learning Environments» под руководством профессора Гленна Олда.
Однако Збых не полностью ушёл из искусства. Так, в 2005 году он дебютировал в пьесе режиссёра Бенджамина Читтадини (Benjamin Cittadini) «Bunny» на сцене La Mama Theatre в Мельбурне, а в 2007 году Збых выступил уже и сорежиссёром, и актёром в спектакле «Elmo», являющимся продолжением пьесы «Bunny» на сцене того же театра. В 2006 году сыграл главную роль в психологической драме «Clean» (в переводе с англ. — «Очищение»).
C 2007 года женат на Виктории Трофимюк. В 2012 году у них родились двойняшки (мальчики).
Имеет коричневый пояс по карате. Увлекается конной ездой и горными лыжами. Продолжает профессионально заниматься живописью.

## Фильмография
| Год  |   | Русское название               | Оригинальное название          | Роль         |
| ---- | - | ------------------------------ | ------------------------------ | ------------ |
| 1993 | с | Холодная река: Сага МакГрегора | Snowy River: The McGregor Saga | Darcy Reilly |
| 1994 | с | Примитивная страна             | A Country Practice             | Sean Brown   |
| 1994 | с | Небесные странники             | Sky Trackers                   | Майк         |
| 1995 | с | Чародей                        | Spellbinder                    | Пол          |
| 2006 | ф | Очищение                       | Clean                          | Kane         |

## Награды
- 1994 — Young Actors Award («Sky Trackers»)
- 1995 — Australian Film Institute Award («Sky Trackers»)
- 1996 — Premier’s VCE Award